# Nikita Mazepin
Nikita Dmitrijevitsj Mazepin (Russisch: Никита Дмитриевич Мазепин) (Moskou, 2 maart 1999) is een Russisch autocoureur. In maart 2021 maakte hij zijn Formule 1-debuut tijdens de Grote prijs van Bahrein bij het team van Haas F1 Team waarin hij racete onder de neutrale vlag van de Russische Automobiel Federatie. Op 5 maart 2022 werd zijn contract per direct ontbonden. Daarvoor was hij actief in de Formule 2.

## Carrière

### Karting
Mazepin begon zijn autosportcarrière in het karting in 2011. In 2012 maakte hij zijn internationale debuut in het CIK-FIA European KF3 Championship, waar hij in 2014 achter Lando Norris als tweede eindigde.

### Formuleracing
Aan het eind van 2014 maakte Mazepin zijn debuut in het formuleracing in de MRF Challenge tijdens het raceweekend op het Losail International Circuit, waarbij hij in de tweede race meteen zijn eerste podiumplaats behaalde. In de winter van 2015 ging hij rijden in de Nieuw-Zeelandse Toyota Racing Series voor het team ETEC Motorsport. Met een achtste plaats op het Hampton Downs Motorsport Park als beste resultaat eindigde hij als achttiende in het kampioenschap met 304 punten.
Na zijn Nieuw-Zeelandse avontuur keerde Mazepin terug naar Europa, waar hij debuteerde in de Formule Renault 2.0 NEC voor Josef Kaufmann Racing. Hij behaalde één podiumplaats op de Red Bull Ring met een derde positie achter Louis Delétraz en Kevin Jörg en eindigde uiteindelijk als twaalfde in het kampioenschap met 125,5 punten. Hiernaast reed hij ook als gastrijder in drie raceweekenden van de Eurocup Formule Renault 2.0, met een twaalfde plaats op Silverstone als beste resultaat.

### Formule 3
In 2016 maakte Mazepin zijn Formule 3-debuut in het Europees Formule 3-kampioenschap, waarin hij uitkwam voor het teruggekeerde team HitechGP. Met twee achtste plaatsen als beste klasseringen werd hij twintigste in het kampioenschap met 10 punten als de laagst geklasseerde coureur die in elke race deelnam. Daarnaast werd hij aangesteld als testrijder bij het Formule 1-team Force India, voor wie hij dat jaar op 13 juli op Silverstone in de auto mocht stappen.
In 2017 bleef Mazepin rijden in de Europese Formule 3 voor Hitech. Hij behaalde één podiumplaats op Spa-Francorchamps en nog twee podia op de Red Bull Ring. Met 108 punten eindigde hij op de tiende plaats in het klassement.

### GP3
In 2018 maakte Mazepin de overstap naar de GP3 Series, waarin hij uitkwam voor het team ART Grand Prix. Hij won direct de eerste race van het seizoen op het Circuit de Barcelona-Catalunya en voegde hier op de Hungaroring, Spa-Francorchamps en het Yas Marina Circuit nog drie overwinningen aan toe. Desondanks eindigde hij achter zijn teamgenoot Anthoine Hubert als tweede in het kampioenschap met 198 punten.

### Formule 2
In 2019 debuteerde Mazepin in de Formule 2 bij ART Grand Prix als teamgenoot van Nyck de Vries. Hij kende een lastig seizoen waarin hij slechts sporadisch punten wist te scoren, met een drietal achtste plaatsen als beste resultaten. Met 11 punten werd hij achttiende in de eindstand.
In de winter van 2019 op 2020 kwam Mazepin uit in het Aziatisch Formule 3-kampioenschap bij het team Hitech Grand Prix. Aansluitend stapte hij ook in de Formule 2 over naar Hitech, dat voor het eerst uitkomt in het kampioenschap, als teamgenoot van Luca Ghiotto. Hij won twee races op Silverstone en het Circuit Mugello en werd vijfde in het klassement met 164 punten.

### Formule 1
Op 1 december 2020 werd bekendgemaakt dat Mazepin in 2021 de overstap naar de Formule 1 zou maken en zou gaan rijden voor het Haas F1 Team.
Op 5 maart 2022 zet Haas Mazepin aan de kant, mede doordat sponsor Uralkali al eerder werd geweerd.

## Formule 1-carrière
| Jaar/Jaren | Team         |
| ---------- | ------------ |
| 2021       | Haas F1 Team |

|                       | 2021 | Totaal         |
| --------------------- | ---- | -------------- |
| Aantal races          | 22   | 22 (21 starts) |
| Aantal zeges          | 0    | 0              |
| Aantal pole-positions | 0    | 0              |
| Aantal snelste ronden | 0    | 0              |
| Aantal podiumplaatsen | 0    | 0              |
| Aantal WK-punten      | 0    | 0              |
| Eindstand WK          | 21   |                |

### Formule 1-resultaten
| Kleur  | Resultaat                       |
| ------ | ------------------------------- |
| Goud   | Winnaar                         |
| Zilver | Tweede plaats                   |
| Brons  | Derde plaats                    |
| Groen  | Gefinisht (punten behaald)      |
| Blauw  | Gefinisht (geen punten behaald) |
| Blauw  | Niet geklasseerd (NC)           |
| Paars  | Uitgevallen (DNF)               |
| Rood   | Niet gekwalificeerd (DNQ)       |

| Kleur  | Resultaat                              |
| ------ | -------------------------------------- |
| Zwart  | Gediskwalificeerd (DSQ)                |
| Wit    | Niet gestart (DNS)                     |
| Blanco | Gewond (INJ)                           |
| Blanco | Uitgesloten (EX)                       |
| Blanco | Teruggetrokken (WD) / Niet deelgenomen |
| P      | Poleposition                           |
| S      | Snelste ronde                          |

| Jaar | Inschrijving | Chassis | Motor       | 1       | 2      | 3      | 4      | 5      | 6      | 7      | 8      | 9      | 10     | 11      | 12     | 13      | 14      | 15     | 16     | 17     | 18     | 19     | 20     | 21      | 22      | Pos | Punten |
| ---- | ------------ | ------- | ----------- | ------- | ------ | ------ | ------ | ------ | ------ | ------ | ------ | ------ | ------ | ------- | ------ | ------- | ------- | ------ | ------ | ------ | ------ | ------ | ------ | ------- | ------- | --- | ------ |
| 2021 | Haas F1 Team | VF-21   | Ferrari 066 | BHR DNF | EMI 17 | POR 19 | SPA 19 | MON 17 | AZE 14 | FRA 20 | STI 18 | OOS 19 | GBR 17 | HON DNF | BEL 17 | NED DNF | ITA DNF | RUS 18 | TUR 20 | VST 17 | MXS 18 | SAP 17 | QAT 18 | SAR DNF | ABU DNS | 21  | 0      |